# Lukasa

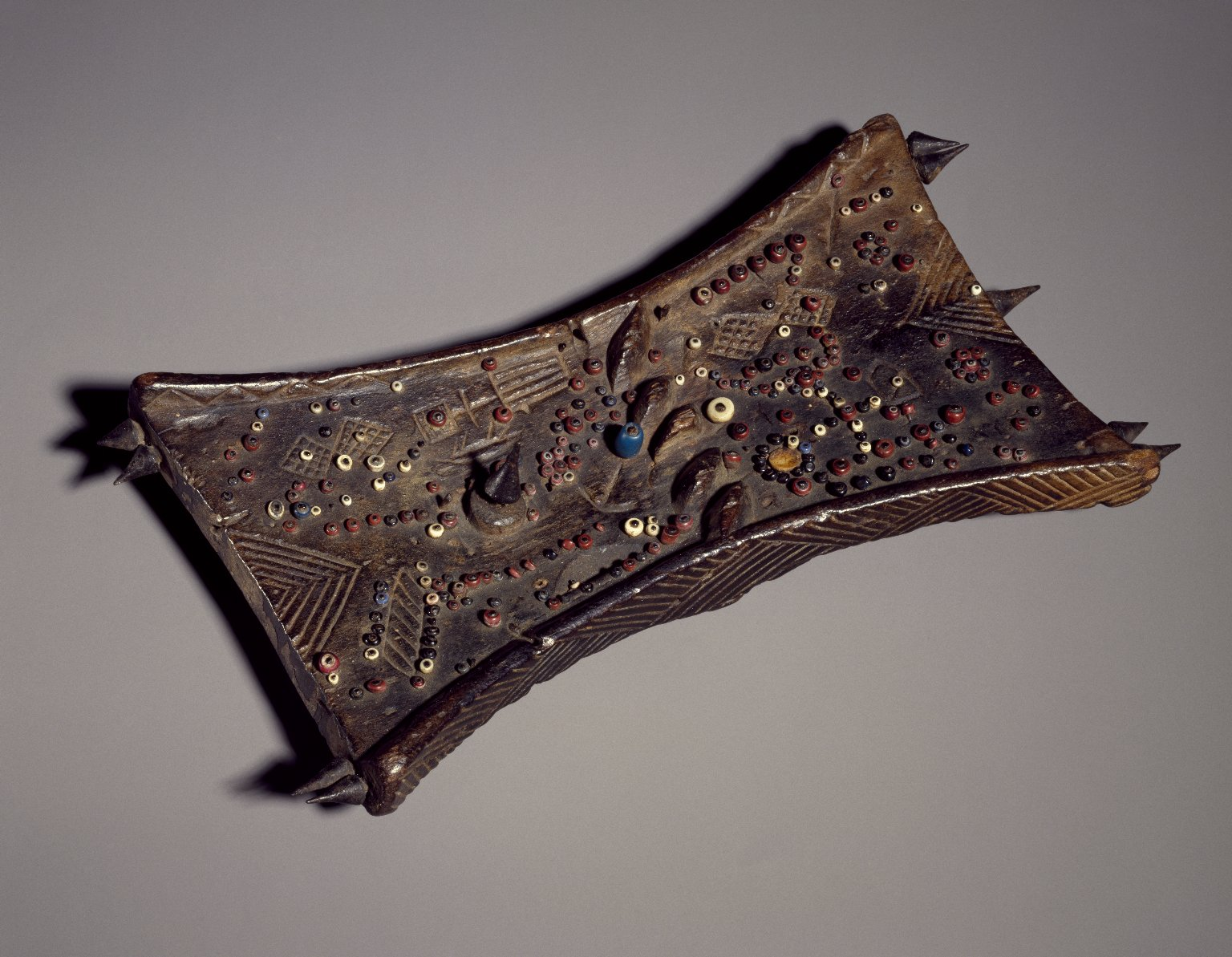
Lukasa de la colección del Museo de Brooklyn

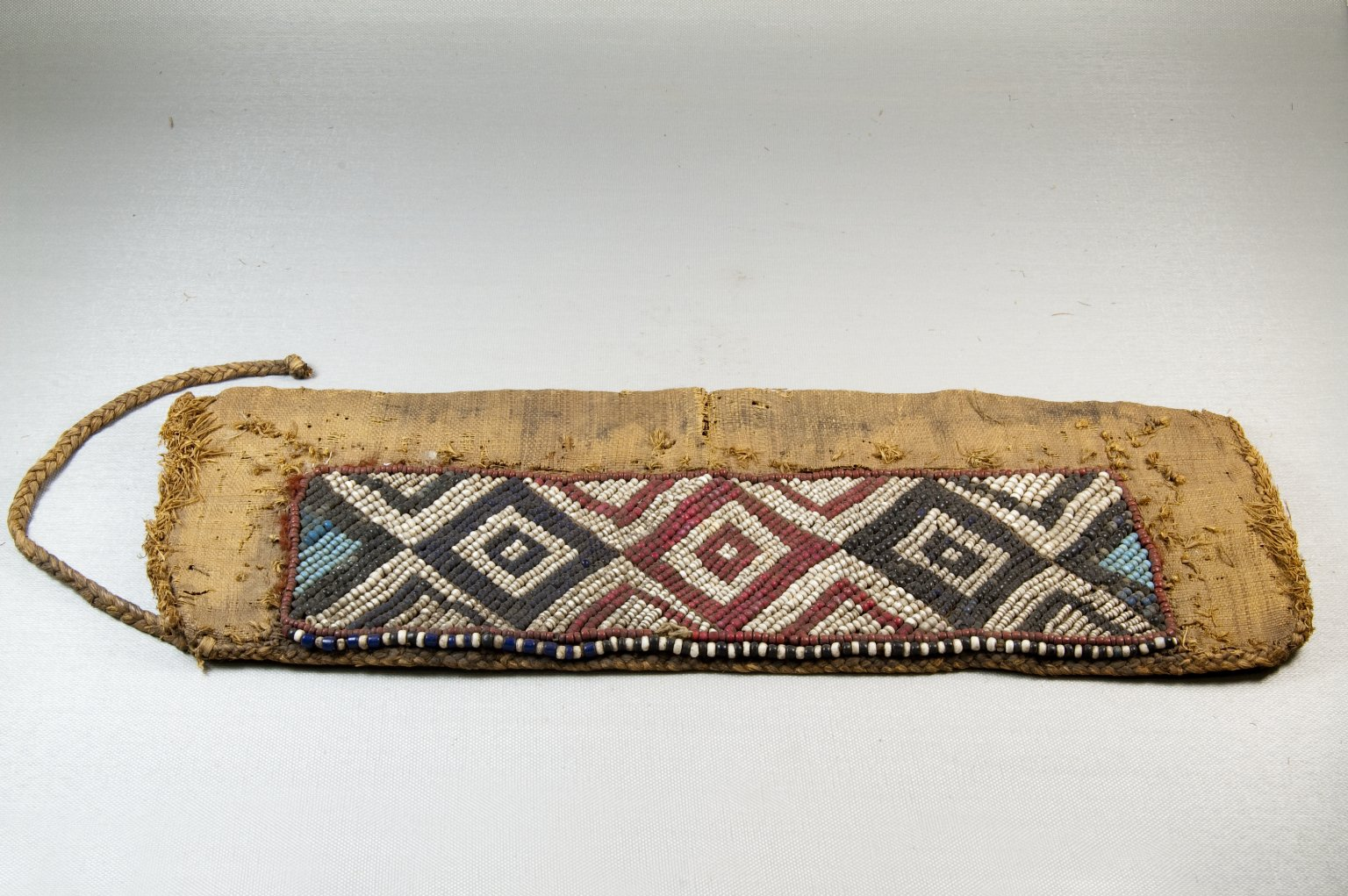
Cuentas de un Mbudye, de la colección del Museo de Brooklyn

Lukasa, "la mano larga" o "garra", es un dispositivo mnemotécnico creado, manipulado y protegido por los Bambudye, una sociedad secreta de los luba. Es uno de los principales ejemplos del arte luba.

## Historia
La historia de los lukasa se encuentra estrechamente asociada con la historia del reino luba, que dominó la mayoría del norte de Shaba durante los siglos XVIII y XIX. Ningún candidato al poder podía recibir su título sin primero convertirse en miembro de la sociedad bambudye, que tenía el monopolio de la interpretación de los lukasa. El gobernante del reino detentaba el mayor rango dentro de dicha sociedad. Reefe afirma que aunque no es posible datar los orígenes del lukasa, el alto grado de integración del lukasa en la estructura bambudye y las creencias populares luba permiten estimar un antigüedad considerable.

## Descripción
Los lukasa sirvieron como ayuda mnemotécnica y soporte narrativo, siendo fundamentales en el arte luba. Taburetes, figuras y coreografías complejas complementaban al lukasa a la hora de reinterpretar su significado . 
Los tableros lukasa tienen forma de reloj de arena y están hechos en madera con inserciones de cuentas, conchas y trozos de metal, a veces sustituidos con símbolos grabados. Los colores y configuraciones de cuentas o ideogramas sirven para facilitar el relato y narración de historias involucrando personas, sitios, cosas, relaciones y acontecimientos y así permitir un registro necesario para la sociedad luba. El lukasa era usado como archivo topográfico y cronológico de hechos relevantes.
Los lukasa suelen tener la misma medida (20-25 centímetros de largo y aproximadamente 13 centímetros de ancho) y tener la misma forma de plato rectangular. Una fila de montículos o marcas pasa a través de su superficie cóncava, dividiéndolos por la mitad. Las cuentas y conchas están sujetas al tablero por pequeño enganches de madera o cuñas de hierro y las conchas se suelen sujetar arriba y abajo. Las cuentas están dispuestas de tres maneras: una cuenta grande rodeada por cuentas más pequeñas, una línea de cuentas y cuentas aisladas. Cada configuración se presta a la transmisión de ciertos tipos de información. Las superficies del tablero también tienen agujeros y cortes.

## Uso
Los sabios o bana balute ("hombres de la memoria") recorren con las yemas de los dedos la superficie de un lukasa mientras recitan genealogías, listas reales, mapas protocolarios, historias de migraciones y la gran crónica luba, una narrativa oral que cuenta cómo los héroes de su cultura, Mbidi Kiluwe y su hijo Kalala Ilunga, crearon las prácticas reales y el protocolo de la corte. Para los luba, el aspecto de un objeto muestra su funcionalidad.
Los héroes luba suelen ser identificados por cuentas de colores que siguen asociaciones populares a sus acciones y proezas y su aspecto físico. Por ejemplo, Nkongolo Mwamba, el tiránico antihéroe luba, es siempre representado por una cuenta roja, símbolo de la serpiente arcoíris asociada a la violencia sangrienta. Las cuentas azules (consideradas "negras") suelen indicar a Mbidi Kiluwe, el protagonista y rey cuya piel es descrita como negra brillante cual piel de búfalo, símbolo de poder y potencial secreto. Los caminos de la migración luba y las relaciones y acontecimientos se indican mediante líneas y grupos de cuentas. Los jefes y sus consejeros, recintos sagrados y otros sitios señalados se indican igualmente mediante círculos de cuentas.

## Mbudye
El mbudye es un consejo de hombres y mujeres encargado de preservar e interpretar los principios políticos e históricos luba. Como autoridad de la tradición luba, el mbudye es un contrapeso a reyes y jefes. Los miembros del mbudye eran iniciados a través de una serie de etapas, alcanzando sucesivos niveles de conocimientos secretos. Sólo aquellos en el ápice de la asociación puede descifrar e interpretar los lukasa más intrincados. Los miembros del mbduye llaman las proyecciones gemelas a lo largo del borde exterior del tablero la "cabeza" y "cola" del lukasa, en analogía a un cocodrilo. El cocodrilo se considera un animal simbólico al habitar en tierra y agua, naturaleza dual que se considera paralela a la coexistencia del kikungulu (liderazgo del Mbudye) y el kaloba (el "dueño de la tierra" o jefe).

## Tipos de lukasa
El lukasa cumplió muchas funciones mnemotécnicas, ya que podía ser interpretado de diversas maneras. Aunque todos los tableros comparten cierta información común, existen tipos particulares destinados a recopilar datos especializado. Había tres categorías distintas de lukasa, cada una enfatizando un tipo de conocimiento. Los primeros, lukasa Iwa nkunda, "la mano larga de la paloma," narran las historias de héroes míticos y gobernantes tempranos y las rutas de migración míticas de los luba. Los segundos, lukasa Iwa kabemba, "la mano larga del halcón," describen la organización de la sociedad mbudye. Un tercer tipo de tablero se usó para información secreta de los gobernantes luba y se consideraba secreto divino. No se conserva ningún ejemplar de este último tipo, llamado lukasa Iwa kitenta, "la mano larga de la piscina sagrada".